# DEMO
DEMO (abbreviazione di DEMOnstration Power Plant) è un prototipo di reattore nucleare a fusione studiato dal consorzio europeo Eurofusion come ideale successore del reattore sperimentale ITER. 
È concepito come l'ultimo reattore di ricerca sulla fusione nucleare prima della messa in opera dei reattori commerciali veri e propri nella seconda metà del XXI secolo. Gli studi su DEMO sono iniziati prima del 1995 e proseguiranno fino alla progettazione costruttiva del reattore, realisticamente prevista intorno al 2050. 
A differenza del progetto ITER, che ha lo scopo di dimostrare la possibilità di ottenere plasma in grado di sostenere la reazione di fusione nucleare per un tempo abbastanza lungo (1000 s), lo scopo principale del progetto DEMO è quello di dimostrare esplicitamente la possibilità di generare energia elettrica tramite reazioni di fusione nucleare. Le caratteristiche del plasma di DEMO devono quindi essere più spinte di quelle del plasma di ITER, cioè tali da mantenere la stabilità della reazione di fusione per un tempo indeterminato. 
Il consumo di trizio, molto maggiore di quello previsto in una macchina con plasma pulsato come ITER, richiede la presenza in DEMO di un mantello (blanket) capace di generarlo sul posto, cioè di una parte di macchina destinata a produrre trizio a partire dal litio, attraverso la cattura di un neutrone. Il trizio, essendo un isotopo con un periodo di dimezzamento di circa dodici anni, deve essere prodotto in loco.

## Descrizione
La reazione di fusione in DEMO sarà ottenuta per confinamento magnetico in una macchina tipo tokamak (vedi la voce fusione nucleare). Dato che nello studio di DEMO sono previsti quattro modelli diversi, sono date le caratteristiche minima e massima previste per i vari modelli.
- Potenza elettrica della centrale: 1,33 - 1,55 GW
- Potenza generata dalle reazioni di fusione: 2,53 - 5,00 GW
- Raggio al baricentro del plasma: 6,10 - 9,55 m
- Raggio interno del plasma: 4,1 - 6,6 m
- Raggio esterno del plasma: 8,2 - 13,1 m
- Altezza totale del plasma: 8,6 - 12,3 m
- Campo magnetico toroidale sull'asse: 5,6 - 7,0 T
- Efficienza globale dell'impianto: 31% - 60%

### Produzione di energia elettrica
Lo scopo di DEMO è di dimostrare la possibilità di produrre energia elettrica dalla reazione di fusione nucleare, mentre dimostrare l'economicità di questa forma di produzione di energia è lasciato a successive filiere di reattori. Tuttavia questi reattori dovranno sfruttare l'esperienza operativa di DEMO per raggiungere lo scopo di avere una produzione di energia elettrica a costi più bassi di quelli dell'energia prodotta da altre fonti (carbone, fissione nucleare). La densità di potenza (rapporto fra potenza generata e volume in cui viene generata questa potenza) della fusione nucleare è nettamente inferiore a quella della fissione nucleare ed inferiore anche a quella della potenza ottenuta da combustibili fossili, quindi la fusione nucleare richiede strutture più voluminose e costose. Per ridurre i costi dell'energia si deve aumentare il rendimento termodinamico del ciclo di generazione dell'energia, cioè si deve aumentare la temperatura del ciclo (vedi ciclo di Carnot). Quindi come vettore termico (cioè come fluido che trasferisce l'energia da dove viene generata a dove viene trasformata in energia elettrica) non si può utilizzare acqua (come nelle centrali elettriche a combustibili fossili o nei reattori a fissione nucleare ad acqua - PWR e BWR), ma si devono usare metalli liquidi o gas. In DEMO si pensa di utilizzare come vettore termico Elio o una lega di Piombo con il 17% di Litio.
La lega di piombo con il 17% di atomi di litio (Pb-17Li) rappresenta un eutettoide, cioè una lega che fonde a temperature relativamente basse (vedi eutettico), la temperatura di fusione del Pb-17Li è di 235 °C, quindi il limite inferiore di temperatura per l'utilizzo di questa lega come vettore termico è di 250 °C, mentre il limite superiore, dato praticamente dalla resistenza meccanica dei materiali strutturali, è superiore a 600 °C nel caso di strutture in acciaio. Il Pb-17Li, essendo un conduttore elettrico, quando si muove in un campo magnetico, come quello generato in un reattore a fusione, è soggetto, oltre ai normali fenomeni fluidodinamici, anche a fenomeni magnetoidrodinamici, che possono aumentare sensibilmente la resistenza al movimento in queste condizioni, riducendo quindi la velocità con cui può muoversi nel tokamak.
L'elio, essendo gassoso, ha caratteristiche di scambio termico molto basse, quindi può essere utilizzato solo tenendo alte velocità e pressione, la pressione a cui si fa riferimento negli studi di DEMO è di 8 MPa. Questa elevata pressione del gas limita la massima temperatura di impiego a circa 500 °C in strutture resistenti di acciaio, mentre può essere aumentata utilizzando come materiali strutturali metalli refrattari (particolarmente tungsteno).
Il vettore termico, dopo essere stato riscaldato dalla reazione di fusione viene portato fuori dal recipiente di contenimento del vuoto (vacuum vessel - VV) e, nel caso del Pb-17Li, cede il calore ad un gas che viene utilizzato in una turbina, che, muovendo un alternatore, genera l'energia elettrica. Il passo intermedio dello scambio di calore con un gas per utilizzarlo in turbina naturalmente è assente nel caso dell'elio.

## Componenti principali
Alcuni componenti, che in realtà sono fondamentali per il reattore a fusione, per DEMO non vengono ancora studiati in modo particolareggiato (recipiente di contenimento del vuoto, magneti) e, negli studi attuali, le loro caratteristiche sono estrapolate da quelle dei componenti corrispondenti di ITER. Di seguito sono presentati i componenti più significativi di DEMO che rappresentano sviluppi originali.

### Prima parete
L'energia è prodotta nella macchina DEMO dalla reazione di fusione:
cioè ogni reazione provoca la formazione di una particella α (α) (nucleo di elio) e di un neutrone. Mentre i neutroni hanno un cammino libero nella materia relativamente elevato, le particelle α sono fermate in spessori di pochi centimetri di acciaio. Questo significa che circa il 19% dell'energia prodotta dalla reazione (cioè tutta quella che viene asportata dal plasma da parte delle particelle α) riscalda i primi centimetri di materiale solido che si trovano di fronte al plasma stesso. Questa zona, dove la densità di potenza è elevatissima, è indicata come prima parete. In DEMO la prima parete ha uno spessore di 25 mm ed è refrigerata con elio o con Pb-17Li.
Nel caso di refrigerazione usando He il materiale strutturale di riferimento è un acciaio ad alto contenuto di cromo, rinforzato con dispersione di ossidi nella parte più prossima al plasma. La prima parete è percorsa da canali orizzontali, in cui fluisce elio con una temperatura di ingresso di 300 °C ed una temperatura di uscita di 500 °C. Questo elio viene successivamente inviato in turbina insieme all'elio che ha refrigerato blanket e divertore.
Invece, nel caso di uso di Pb-17Li, si prevede di usare strutture in materiale composito di fibre di carburo di silicio (SiC) in una matrice dello stesso materiale sotto forma ceramica. Questo per due motivi: il primo è che, dato che il SiC è un isolante elettrico, usando questo materiale la resistenza al movimento del Pb-17Li per fenomeni magnetoidrodinamici è molto limitata, il secondo è che, in questo modo, è possibile sfruttare la capacità del Pb17Li di asportare calore a temperature superiori a 700 °C, senza un decadimento eccessivo delle caratteristiche del materiale strutturale. I problemi collegati alla realizzazione di strutture massicce in composito a base di SiC sono in corso di studio.

### Mantello
Il mantello di un reattore a fusione ha due funzioni fondamentali, che ricalcano in prima approssimazione quelle del mantello stellare:
1. Trasferire ad un fluido (refrigerante) l'energia asportata dal plasma da parte dei neutroni
2. Nel caso particolare di sfruttamento della reazione col Trizio (oggi ritenuta uno standard per via della più bassa temperatura richiesta), il mantello deve essere progettato anche per generare il Trizio. Per esempio, nel caso invece della fusione senza neutroni, per esempio dell'elio-3, non ci sarebbe bisogno che il mantello sia fertilizzante del trizio: questa tecnologia richiede un plasma a temperature più alte, di circa tre volte.

Per svolgere la fertilizzazione, una funzione ulteriore per il mantello molto difficile, è necessaria la presenza di un materiale fertile, e in particolare del litio o di un suo composto: alcune tecnologie candidate per i prototipi ITER e DEMO utilizzano l'ortosilicato di litio, che è un composto di tipo ceramico, oppure la lega eutettica del litio con il piombo, in cui quest'ultimo è introdotto per schermare verso l'esterno. Il piombo potrebbe anche aiutare la fertilizzazione del litio (moltiplicatore).
Il litio-6, quando è soggetto a un flusso neutronico, assorbe un neutrone e genera oltre ad un nucleo di trizio anche una Particella α.

### Divertore
Nel plasma, oltre agli atomi di isotopi di idrogeno (deuterio e trizio) si trovano anche nuclei più pesanti, provenienti dai materiali strutturali o da fughe di aria o altri gas nel vuoto. Questi nuclei, se lasciati nel plasma, lo avvelenerebbero, facendolo spegnere in tempi estremamente ridotti. Per questo si sfrutta la loro massa, più elevata di quella degli isotopi di idrogeno, per portarli in una zona ben determinata del plasma, in cui vanno ad interagire con una struttura realizzata appositamente per estrarli dal plasma (divertore). Il divertore è soggetto a flussi termici localizzati estremamente alti, in ITER si prevede che il picco sia di circa 15 MW/m², questa potenza viene asportata con acqua a bassa temperatura (150 °C). 
Il divertore previsto per DEMO ha la stessa geometria del divertore di ITER, tuttavia, dato che la potenza che viene asportata con il divertore varia dal 17% al 24% dell'energia totale prodotta nella reazione di fusione, una soluzione come quella di ITER (fluido a bassa temperatura) non è proponibile, quindi, per il raffreddamento del divertore, si utilizza He o Pb-17Li a temperature sufficientemente elevate perché il fluido possa essere usato per produrre energia in turbina, comunque in DEMO si prevede che i picchi di potenza possano essere ridotti a circa 10 MW/m². Anche nelle condizioni più favorevoli previste per DEMO, è necessario proteggere la struttura del divertore con un materiale che sia asportato dal plasma prima che questo interagisca direttamente con la struttura (sacrificial shield), che, nel caso di DEMO è tungsteno (W)
L'uso di He comporta, per poter asportare una potenza superficiale come quella prevista, che i flussi viaggino a velocità estremamente elevate (più di 100 m/s) e che ci siano strutture tali da favorire la turbolenza del moto, per avere coefficienti di scambio termico sufficientemente elevati. Comunque, anche in queste condizioni, le temperature locali del materiale strutturale possono salire anche sopra i 700 °C, quindi alcuni studi sono orientati a sostituire nel divertore l'acciaio con tungsteno o sue leghe.
Il problema della refrigerazione con Pb-17Li è sempre legato ai fenomeni magnetoidrodinamici, quindi il materiale strutturale previsto per il divertore (nel caso che il refrigerante sia Pb-17Li) è il SiC, sotto forma di composito in fibre entro una matrice dello stesso materiale. Restano i problemi, già accennati, di costruire strutture complesse con questo materiale.

## Situazione degli studi su DEMO
- Gennaio 2006: Gli studi di DEMO sono coordinati dall'EFDA (European Fusion Development Agreement), organismo dell'Unione europea, e vengono condotti in diverse nazioni europee. Oltre agli studi tecnici su blanket/prima parete (si prevede che questi due componenti vengano integrati in un'unica struttura) e sul divertore sono in corso studi economici sul migliore utilizzo dell'energia di reazione e sulla migliore taglia dell'impianto. Infine sono in corso studi socioeconomici per affrontare il problema di insediare l'impianto senza suscitare l'opposizione della popolazione locale a questa nuova tecnologia. È previsto di provare in ITER modelli dei blanket refrigerati ad He, mentre ci sono forti difficoltà per provare in ITER divertore e prima parete a causa dei problemi di sicurezza collegati alla presenza di gas ad alta temperatura.

- Giugno 2007: L'Unione Europea e il Giappone firmano l'accordo per il cosiddetto Broader Approach alla fusione nucleare. Nato all'interno del progetto ITER e della durata di almeno 10 anni, il Broader Approach prevede che i due partner contribuiscano finanziariamente in parti uguali a una serie di progetti accessori utili allo studio dei plasmi previsti in ITER e, in prospettiva, anche di DEMO. I progetti finanziati dal Broader Approach sono: l'upgrading del tokamak sperimentale giapponese JT-60 alla versione JT-60SA (da completarsi entro il 2020), la costruzione dell'International Fusion Materials Irradiation Facility (IFMIF) per il test di materiali sottoposti alle energie tipiche del plasma di ITER/DEMO, e infine la costruzione dell'International Fusion Energy Research Centre (IFERC) che include un centro di progettazione per DEMO, un centro di calcolo per simulazioni di plasma a larga scala e un centro di acquisizione in tempo reale dati operativi di ITER da remoto.[3]

- Novembre 2012: L'EFDA propone una roadmap per la costruzione di un reattore (DEMO) in grado di produrre qualche centinaio di Megawatt di potenza elettrica netta, da costruirsi subito dopo che ITER avrà dimostrato di essere in grado di generare un surplus di energia (poco dopo il 2030 secondo le previsioni). Per semplificare la costruzione, il design e l'architettura di questo reattore saranno molto simili a quelli di ITER, con la fase di progettazione impostata già a partire dal 2020. Grazie a questo approccio si prevede che DEMO possa diventare operativo all'inizio degli anni '40 del XXI secolo.[4]

- 2014: il consorzio EUROfusion inizia la progettazione concettuale del DEMO europeo. L'ambizioso obiettivo è di realizzare l'elettricità da fusione entro il 2050.[5]